# 테베의 크라테스

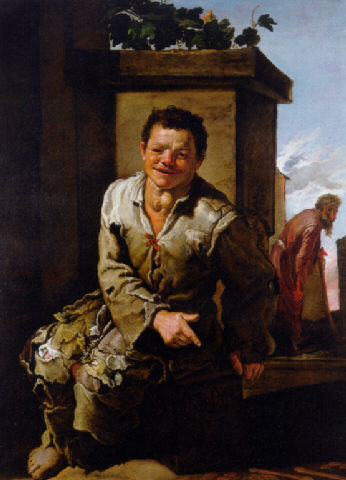
도메니코 페티 서클의 무명 화가가 그린 테베의 크라테스

테베의 크라테스(고대 그리스어: Κράτης ὁ Θηβαῖος 크라테스 호 테바이오스[*], 기원전 365년~기원전 285년)는 기원전 325년경 키니코스 학파 전성기의 철학자이다. 크라테스는 스스로 빈곤의 삶을 살기 위하여 자신의 재산을 아테네의 길거리에 버렸으며, 같은 생각을 지녔던 히파르키아와 결혼했다. 아테네인들에게 존경을 받았으며, 스토아 학파의 창시자 제논의 스승으로도 알려져 있다. 크라테스의 가르침은 키니코스 학파의 이상 국가에 대한 기술을 포함하여, 일부만이 여러 저술에 단편적으로 산재해 있다.

## 생애
크라테스는 그리스 테바이에서 태어났다. 태어난 해는 확실치 않다. 디오게네스 라에르티오스는 그의 전성기를 기원전 328년부터 기원전 325년 사이(제 113 올림피아드)로 잡고 있다. 아스콘두스의 아들로 막대한 재산을 상속받았지만, 아테네에서 키니코스 학파적으로 빈곤한 삶을 살기 위해 자신의 재산을 버렸다고 전해지고 있다. 그것에 관해서는 다양한 일화가 있다. 그 일화의 하나는, 거지왕에 관한 비극 〈텔레포스〉를 본 것이, 자신의 전 재산을 테바이 시민에게 주는 계기가 되었다는 것이다.